# Lista de prefeitos de Pindoretama
Esta é a lista de prefeitos de Pindoretama, município brasileiro do estado do Ceará e compreende todas as pessoas que tomaram posse definitiva da chefia do executivo municipal em Pindoretama e exerceram o cargo como prefeitos titulares, além de prefeitos eleitos cuja posse foi em algum momento prevista pela legislação vigente. Prefeitos em exercício que substituíram temporariamente o titular não são considerados para a numeração mas estão citados em notas, quando aplicável.

## Atribuições
Sob a vigente ordem constitucional, essa designação é dada ao funcionário público do Poder Executivo municipal, que exerce seu cargo em função de uma legislatura (mandato), sendo para tanto eleito a cada quatro anos, podendo ser reeleito para mais quatro anos (segundo mandato) subsequentes.
Segundo o art. 66 da Lei Orgânica do Município de Pindoretama, compete ao Prefeito, entre outras atribuições, a iniciativa das leis, representar o município em juízo e fora dele, sancionar, promulgar e fazer publicar as leis aprovadas pela Câmara, vetar, no todo ou em parte, os projetos de lei aprovados pela Câmara, decretar, nos termos da lei, a desapropriação por necessidade ou utilidade pública ou por interesse social, expedir decretos, portarias e outros atos administrativos, permitir ou autorizar o uso de bens municipais, por terceiros, permitir ou autorizar a execução de serviços públicos, por terceiros, prover os cargos públicos e expedir os demais atos referentes à situação funcional dos servidores, enviar à Câmara os projetos de lei relativos ao orçamento anual e ao plano plurianual do Município e das suas autarquia, prover os serviços de obras da administração pública, oficializar, obedecidas as normas urbanísticas aplicáveis, as vias e logradouros públicos, mediante denominação aprovada pela Câmara, aprovar projetos de edificações e planos de loteamento e arruamento e zoneamento urbano ou para fins urbanos.

## Linha sucessória
O vice-prefeito é o substituto, nos afastamentos, e o sucessor, no caso de vacância, do prefeito. Esse representante é eleito através de voto direto, de quatro em quatro anos, juntamente com o prefeito, de modo vinculado (§ 5.º do art. 14 da CRFB - Emenda Constitucional nº 16, de 1997). Quando eleito ele se mantém como titular de um mandato executivo e na expectativa do exercício do cargo de prefeito. O vice-prefeito (função executiva) fica incompatibilizado para a função legislativa desde que venha a substituir ou a suceder o prefeito. Nos casos em que o vice-prefeito também não o puder, assume o cargo de prefeito o presidente do Poder Legislativo Municipal, ou seja, o presidente Câmara Municipal.

## Relação de prefeitos
| Nº | Prefeito(a)                            | Prefeito(a)            | Início do mandato      | Fim do mandato                    | Partido                                        | Vice                                           | Forma de acesso ao cargo         | Votos  | Notas  |
| -- | -------------------------------------- | ---------------------- | ---------------------- | --------------------------------- | ---------------------------------------------- | ---------------------------------------------- | -------------------------------- | ------ | ------ |
| 1  | Edilson Holanda Costa                  |                        | 1.º de janeiro de 1989 | 31 de dezembro de 1992            | Partido Democrático Social PDS                 | Ciro Albuquerque Marques                       | Eleito em 15.11.1988             | 2.442  | [ 4 ]  |
| 2  | Regina Lúcia Vasconcelos Albino        |                        | 1.º de janeiro de 1993 | 31 de dezembro de 1996            | Partido Democrático Social PDS                 | José Andrade Costa                             | Eleito em 03.10.1992 (1.º turno) | 3.453  | [ 5 ]  |
| 3  | Renata Maria Costa Martins             |                        | 1.º de janeiro de 1997 | 31 de dezembro de 2000            | Partido da Social Democracia Brasileira PSDB   | Edílson Holanda Costa                          | Eleito em 05.10.1996 (1.º turno) | 4.101  | [ 6 ]  |
| 4  | Regina Lúcia Vasconcelos Albino        |                        | 1.º de janeiro de 2001 | 31 de dezembro de 2004            | Partido da Social Democracia Brasileira PSDB   | Mário Lúcio Ramalho Martildes                  | Eleito em 01.10.2000 (1.º turno) | 4.576  | [ 7 ]  |
| 5  | José Gonzaga Barbosa, Gonzagão         |                        | 1.º de janeiro de 2005 | 31 de dezembro de 2008            | Partido Popular Socialista PPS                 | José Andrade Costa, Dr. Costa (PMDB)           | Eleito em 03.10.2004 (1.º turno) | 5.314  | [ 8 ]  |
| 6  | Regina Lúcia Vasconcelos Albino        |                        | 1.º de janeiro de 2009 | 31 de dezembro de 2012            | Partido da Social Democracia Brasileira PSDB   | José Vale Albino Jr. (PSDB)                    | Eleito em 05.10.2008 (1.º turno) | 4.209  | [ 9 ]  |
| 7  | Valdemar Araújo da Silva Filho         |                        | 1.º de janeiro de 2013 | 31 de dezembro de 2016            | Partido dos Trabalhadores PT                   | Tadeu Fernandes Rodrigues (PV)                 | Eleito em 07.10.2012 (1.º turno) | 6.297  | [ 10 ] |
| 7  | Valdemar Araújo da Silva Filho         | 1.º de janeiro de 2017 | 31 de dezembro de 2020 | Eleito em 02.10.2016 (1.º turno)  | Partido dos Trabalhadores PT                   | Tadeu Fernandes Rodrigues (PV)                 | 8.068                            | [ 11 ] |        |
| 8  | José Maria Mendes Leite (Dedé Soldado) |                        | 1° de janeiro de 2021  | 31 de dezembro de 2024            | Partido Liberal PL                             | Antônio Cândido Ferro, (Raimundo Cândido) (PL) | Eleito em 02.10.2020 (1.º turno) | 5.105  | [ 12 ] |
| 8  | José Maria Mendes Leite (Dedé Soldado) | 1° de janeiro de 2025  | Atualidade             | Partido Socialista Brasileiro PSB | Antônio Cândido Ferro, (Raimundo Cândido) (PP) | Eleito em 06.10.2024 (1.º turno)               | 12.784                           | [ 13 ] |        |